# Pamacris
Pamacris is een geslacht van rechtvleugeligen uit de familie veldsprinkhanen (Acrididae). De wetenschappelijke naam van dit geslacht is voor het eerst geldig gepubliceerd in 1929 door Ramme.

## Soorten
Het geslacht Pamacris omvat de volgende soorten:
- Pamacris carterocera Jago, 1964
- Pamacris diversipennis Ramme, 1929